# Чернолицая гавайская цветочница
Чернолицая гавайская цветочница, или пооули (лат. Melamprosops phaeosoma) — птица подсемейства Гавайские цветочницы. Единственный вид в роде Чернолицые гавайские цветочницы — Melamprosops Casey & Jacobi, 1974. Эндемик Гавайских островов (о. Мауи).
Считается вымершим животным. Последний раз троих пооули видели в 2004 году.